# باکوریانی
باکوریانی (به لاتین: Bakuriani) یک منطقهٔ مسکونی در گرجستان است که در سامتسخه-جاواختی واقع شده‌است. باکوریانی ۱٬۸۷۹ نفر جمعیت دارد و ۱٬۷۰۰ متر بالاتر از سطح دریا واقع شده‌است.